# 4961 Timherder
4961 Timherder este un asteroid din centura principală, descoperit pe 8 octombrie 1958.